# Göndör
A Göndör régi magyar családnév. Az egyéni tulajdonságokra utaló családnevek kategóriájába tartozik, és becenév valakinek, akinek göndör haja van.

## Más nyelvekben
- Kučera – csehül, szlovákul

## Híres Göndör nevű személyek
- Göndör Ádám (20. század) közszereplő, énekes-dalszövegíró
- Göndör Bertalan (1908–1945) festőművész, grafikus
- Göndör Ferenc (1885–1954) újságíró
- Göndör István (1950) politikus
- Göndör Klára (1921–2014) színésznő